# Euodice
Genre
Euodice est un genre d'oiseaux de la famille des Estrildidae, regroupant des espèces nommées capucins.

## Liste d'espèces
Selon la classification de référence du Congrès ornithologique international (version 2.7, 2010) :
- Euodice cantans - Capucin bec-d'argent
- Euodice malabarica - Capucin bec-de-plomb